# Kirche Grüttow

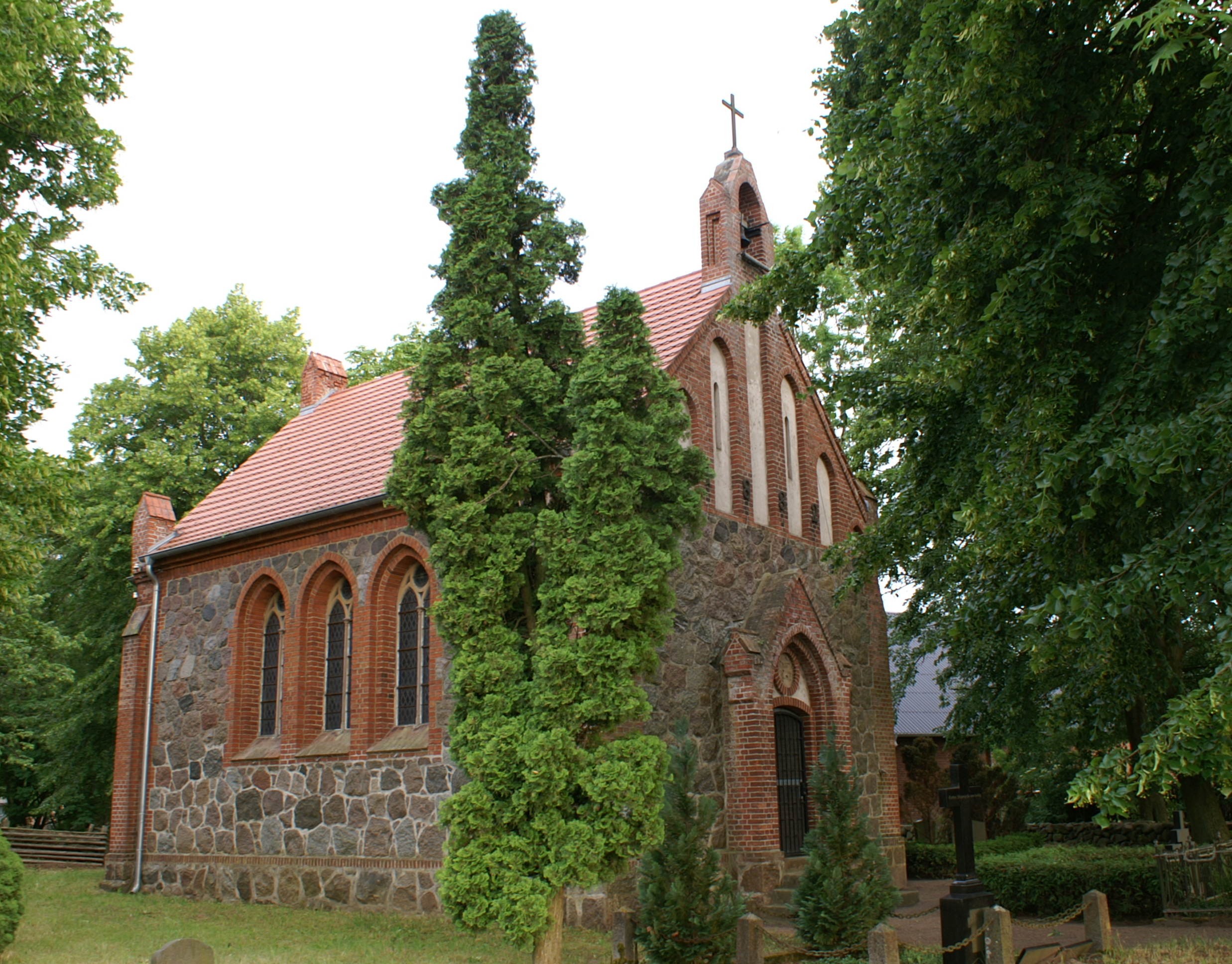
Kirche Grüttow

Die Kirche Grüttow ist ein aus dem 19. Jahrhundert stammendes Kirchengebäude im Ortsteil Grüttow der Gemeinde Stolpe an der Peene in Vorpommern.
Die Saalkirche mit polygonalem Chor wurde im Jahr 1882 aus Feldstein errichtet, architektonische Details wie die Gebäudekanten und die gestuften Gewände der Fenster und Portale sind aus Backstein gemauert. Im Tympanon des Westportals ist eine Kreisblende ausgeführt. Die Holzfenster des Kirchenschiffs stammen aus dem Jahr 1894, sie sind zweibahnig gegliedert.
Der Chor weist ein Rippengewölbe auf, das Kirchenschiff eine Flachdeckung. Zur einheitlichen, aus der Bauzeit stammenden, ornamental bemalten Ausstattung gehören ein Blockaltar, eine Kanzel mit polygonalem Kanzelkorb, die Taufe sowie Pastoren-, Patronats- und Gemeindegestühl mit durchbrochenem Maßwerk in den Wangen.
Der kleine gemauerte Dachreiter am Giebel trägt die einzige Glocke der Kirche.
Die evangelische Kirchengemeinde gehört seit 2012 zur Propstei Pasewalk im Pommerschen Evangelischen Kirchenkreis der Evangelisch-Lutherischen Kirche in Norddeutschland. Vorher gehörte sie zum Kirchenkreis Greifswald der Pommerschen Evangelischen Kirche.